# Nguyễn Trọng Phúc
Nguyễn Trọng Phúc (sinh ngày 11 tháng 12 năm 2002) là một vận động viên Taekwondo Việt Nam. Anh là thành viên đội tuyển Taekwondo Hồ Chí Minh.

## Thành tích nổi bật

### Thể thao
| Năm  | Giải đấu     | Nơi diễn ra | Thành tích      | Nguồn |
| ---- | ------------ | ----------- | --------------- | ----- |
| 2023 | SEA Games 32 | Campuchia   | Huy chương vàng | [ 1 ] |